# Dreba
Dreba – dzielnica miasta Neustadt an der Orla w Niemczech, w kraju związkowym Turyngia, w powiecie Saale-Orla. Do 30 grudnia 2019 jako samodzielna gmina wchodziła w skład wspólnoty administracyjnej Seenplatte.